# یاکووو
یاکووو (به صربی: Jakovo) یک منطقهٔ مسکونی در صربستان است که در Surčin واقع شده‌است. یاکووو ۳۱٫۷۶ کیلومتر مربع مساحت و ۶٬۳۹۳ نفر جمعیت دارد.